# Mount Koons
Mount Koons är ett berg i Antarktis. Det ligger i Östantarktis. Nya Zeeland gör anspråk på området. Toppen på Mount Koons är 2 199 meter över havet, eller 10 meter över den omgivande terrängen. Bredden vid basen är 0,42 km.
Terrängen runt Mount Koons är kuperad åt nordväst, men åt sydost är den platt. Trakten är obefolkad. Det finns inga samhällen i närheten.